# Rate Your Music
Rate Your Music, (förkortat RYM), är en databas med metadata om musik och innehåller även ett internetforum.
Musikalbum, EP:er, singlar och bootlegs kan betygsättas och recenseras av användarna. Dessa data används sedan för att skapa rekommendationer för användare och skapa nominella listor med album. Viktade medelvärden används för att beräkna beställning för dessa listor. Medlemmar som skriver recensioner och betygsätter fler album har en större vikt på deras rekommenderade betyg. Det är en wiki till vissa delar, i och med att användare kan lägga till, redigera och ta bort innehåll, men majoriteten av nytt tillagt innehåll måste godkännas av en moderator.
Sedan maj 2009 kan man även betygsätta filmer.
Rate Your Music har runt 100 000 användare, varav 40 309 kommer från USA.